# Escadrille 22
La Escadrille 22 era una squadriglia che combatté nella prima guerra mondiale inquadrata nella francese Aéronautique Militaire.

## Storia
Creata nel giugno del 1914, la squadriglia Dorand mette in linea 6 aerei Dorand DO 1 agli ordini del Cne Paul Leclerc. Il 4 agosto 1914 a Villacoublay, prende il nome di DO 22. Si muove su Stenay per mettersi agli ordini della 4e armée. Ora è sotto gli ordini diretti del comandante Joseph-Édouard Barès, capo dell'aeronautica. È lo stesso ufficiale che diventerà direttore dell'aeronautica nella sede degli eserciti orientali, incarico che occuperà fino al 1917.
Gli equipaggi della 22ª sono impegnati nella Battaglia delle Frontiere, nella Battaglia delle Ardenne (1914) il 22 e il 23 agosto, e sulla Mosa, il 27 e il 28 agosto 1914. Respinti dall'avanzata tedesca, la 22^ si ritirerà gradualmente a Rethel, poi Suippes e Brienne-le-Château. Ha poi partecipato alla Prima battaglia della Marna, dal 6 al 10 settembre 1914. Il combattimento è stato feroce nella regione di Sompuis. Alla fine vince a Chalons-sur-Marne, il 7 ottobre, e rimarrà di stanza su questo terreno fino al 30 aprile 1915.
Il 1º novembre 1914, la squadriglia riceve i Maurice Farman MF.11 diventando la MF 22. Dal dicembre 1914 al marzo 1915, i suoi equipaggi furono impegnati nella Prima battaglia della Champagne e parteciparono alle offensive e alle controffensive nella zona di Perthes-lès-Hurlus e Souain-Perthes-lès-Hurlus. Il 25 settembre 1915 partecipò alla Terza battaglia dell'Artois eseguendo ricognizione e regolazione del tiro d'artiglieria su Écurie, Thélus e Neuville-Saint-Vaast.
Nel luglio del 1915, la squadriglia MF 22 divenne una squadriglia organica del 12e corps d'armée. Rimarrà legata a questa grande unità fino alla fine della guerra. A metà del 1916, riceve i Farman F.40 e F.43 e divenne la F 22. Poi partecipò alla Battaglia di Verdun dall'8 aprile al 22 giugno 1916 coprendo l'area intorno a Douaumont, la costa di Poivres, Charny e Marre. Nel luglio 1917 la squadriglia riceve i Dorand AR.1 e diventa la AR 22.
Il 12ème CA occupa quindi diversi settori tra Soupir e Pernant dal 9 luglio al 23 settembre 1916, poi su Cléry-sur-Somme e Belloy-en-Santerre, dal 13 novembre 1916 al 16 gennaio 1917 ed infine nelle case dello Champagne del 20 gennaio 11 ottobre 1917. L'AR 22 è quindi di stanza principalmente a Saint-Dizier, Avesnes-le-Comte e Cheppe. All'inizio di maggio 1917, l'AR 22 partecipa alla Battaglia delle Colline e svolge ricognizioni a nord di Souain e nella regione di Aubérive (Marna).
Dalla fine di ottobre 1917, la 10e armée fu assegnata con urgenza al Fronte italiano (1915-1918). Infatti, le forze austriache e tedesche hanno rotto le linee e battuto gli italiani nella Battaglia di Caporetto. Il Regio Esercito italiano fu costretto a ritirarsi e lasciare il terreno. La 10e armée interverrà con il 31ème CA (Escadrille 44) ed il 12ème CA (Escadrille 22).
L'Ar 22 si insedia all'Aeroporto di Ghedi in Lombardia, dal 21 novembre 1917, dall'11 dicembre al Campo di aviazione di Verona-Tombetta e dal 13 dicembre al Campo di aviazione di Castelgomberto. Dopo un periodo di istruzione e osservazione nella zona di Castelnuovo del Garda, poi Vicenza, il 12ème CA occupa un settore a nord Asolo, dal 9 febbraio 1918. L'AR 22 si trasferì dal 31 gennaio 1918 a Castello di Godego. Starà lì fino al 13 marzo, quando si trasferirà a Nove di Bassano.
Nel marzo 1918, il 12ème CA francese è messa a disposizione della 12ª Armata italiana. La CA, tuttavia, continua a dipendere dalla X Armata. Il 31 marzo 1918, il Generale Andrea Graziani, capo del 12ª CA, prese il comando delle forze francesi in Italia.
Il 18 maggio 1918, la squadriglia AR 22 ricevette infine i Salmson 2, un aereo speciale progettato per l'aviazione militare. Diventa quindi la SAL 22. Sempre di stanza a Nove di Bassano, i suoi equipaggi vengono inviati in riconoscimento delle forze nemiche davanti all'Altopiano di Asiago che occupa il 12° CA. Il 15 giugno 1918, un'importante offensiva austriaca fu respinta a Capitello Pennar e Cima Ekar.
La SAL 22 partecipa al bombardamento di stazioni e installazioni nemiche, mentre continua la sua principale missione di riconoscimento fotografico. La 12ª Armata dell'esercito italiano passò all'offensiva sul Piave dal 25 ottobre al 4 novembre 1918 (Battaglia di Vittorio Veneto). Questa offensiva, guidata dalla 23ª Divisione di Fanteria, segnerà la sconfitta delle forze austro-ungariche sul fronte italiano. Il 4 novembre 1918 viene promulgato l'Armistizio di Villa Giusti con l'esercito austriaco. Gli elementi del 12° CA occupano quindi la regione di Asolo.
La squadriglia SAL 22 torna in Francia il 18 marzo 1919 e sarà sciolta il 4 aprile dello stesso anno. Sarà necessario attendere fino al 1 giugno 1924 per vedere una nuova unità che regge le tradizioni della SAL 22 della Grande Guerra.

## Aerei
- Dorand DO.1 dal 14 agosto 1914
- Blériot blindé 160 dal HP 28 agosto 1914
- Farman 14 dal 1º novembre 1914
- Farman F.40 e F.43 dal 1916
- Dorand AR.1 dal luglio 1917
- Letord Let.1 dal 1917
- Salmson 2 dal maggio 1918